# Xã Logan, Quận Marshall, Iowa
Xã Logan (tiếng Anh: Logan Township) là một xã thuộc quận Marshall, tiểu bang Iowa, Hoa Kỳ. Năm 2010, dân số của xã này là 1.129 người.